# Liste d'élections en 1981
Chronologie des élections
- 1977
- 1978
- 1979
- 1980
- 1981
- 1982
- 1983
- 1984
- 1985

Cette liste recense les élections organisées durant l'année 1981. Elle inclut les élections législatives et présidentielles nationales dans les États souverains, ainsi que les principaux référendums.
Parmi les États démocratiques, cinq connaissent une alternance démocratique à travers leurs élections de 1981. En France, la gauche remporte en mai l'élection présidentielle, pour la première fois sous la Cinquième république, avec la victoire du socialiste François Mitterrand ; le Parti socialiste obtient ensuite une nette victoire aux élections législatives en juin. La Grèce connaît elle aussi son premier gouvernement socialiste avec la victoire du PASOK d'Andréas Papandréou aux élections législatives en octobre. L'Irlande en juin et les Tuvalu et la Norvège en septembre connaissent elles aussi un changement de gouvernement par les urnes.
C'est la dernière décennie de la Guerre froide. Plusieurs dictatures marxistes-léninistes, du bloc de l'Est ou d'ailleurs, organisent en 1981 leurs habituels semblants d'élections, à parti unique, sans choix ni alternance possibles. C'est le cas au Viêt Nam (avril), au Cambodge (mai), en Tchécoslovaquie (juin), en Bulgarie (juin), en Allemagne de l'Est (juin), et en Mongolie (juin).
Les élections à parti unique et sans choix caractérisent aussi les scrutins en Afrique subsaharienne - à Djibouti en juin et au Rwanda en décembre. Au Burundi, le régime répressif se consolide par un semblant de référendum en novembre légitimant la dictature à parti unique. Parmi les principaux autres États non-démocratiques, la Corée du Sud sous régime militaire (mars), l'Afrique du Sud du régime de l'apartheid (avril) et l'Égypte (octobre) organisent chacune des « élections » non démocratiques. La toute jeune république islamique d'Iran devient elle aussi de fait un État à parti unique pour ses élections de juillet et d'octobre, les clercs gardiens du régime ne permettant aucun pluralisme pour ces scrutins. Aux Philippines, les résultats de l'élection présidentielle en juin sont falsifiés au profit du dictateur Ferdinand Marcos ; c'est le cas également dans la Tunisie de Habib Bourguiba pour les élections législatives en novembre.

## Par mois

### Février
| Date        | Pays                      | Élections                  | Contexte | Résultats |
| ----------- | ------------------------- | -------------------------- | --- | --- |
| 1er février | République centrafricaine | Référendum constitutionnel | Après le renversement de l'empereur auto-proclamé Bokassa Ier, la population est appelée à approuver une Constitution pour faire du pays une démocratie multipartite. | La Constitution est approuvée par 98,6 % des votants, et une élection présidentielle se tient en mars.                                             |
| 23 février  | Koweït                    | Législatives               | Il n'y a pas de partis politiques, mais des factions informelles. | Les candidats favorables au gouvernement obtiennent une majorité absolue des sièges. Le prince héritier Saad al-Abdallah demeure Premier ministre. |

### Mars
| Date    | Pays                      | Élections      | Contexte | Résultats |
| ------- | ------------------------- | -------------- | --- | --- |
| 15 mars | République centrafricaine | Présidentielle | Premières élections multipartites. Elles font suite au renversement de l'empereur auto-proclamé Bokassa Ier, et l'approbation par référendum d'une Constitution démocratique en février.                                                         | Le président David Dacko (Union démocratique centrafricaine : autoritaire) voit sa fonction légitimée par les urnes, obtenant 51,1 % des voix face aux quatre autres candidats dont notamment Ange-Félix Patassé (Mouvement de libération du peuple centrafricain : centre-gauche ; 38,8 %). Le 1er septembre, un coup d'État renverse le président Dacko et instaure une dictature militaire. |
| 25 mars | Corée du Sud              | Législatives   | La Corée du Sud à cette date est une dictature. Les partis d'opposition sont interdits de participation au scrutin ; quelques partis sous contrôle de la dictature sont invités à présenter des candidats pour donner un semblant de démocratie. | Le Parti de la justice démocratique (droite autoritaire, libérale en économie), parti du dictateur militaire Chun Doo-hwan, remporte la majorité absolue des sièges. |

### Avril
| Date     | Pays           | Élections    | Contexte | Résultats |
| -------- | -------------- | ------------ | --- | --- |
| 26 avril | Viêt Nam       | Législatives | Le Viêt Nam est une dictature à parti unique. Le parti présente davantage de candidats qu'il n'y a de sièges à pourvoir ; les électeurs sont appelés à les départager, et peuvent voter contre tous les candidats. | Le Parti communiste (marxiste-léniniste) remporte mécaniquement tous les sièges. Phạm Văn Đồng demeure Premier ministre. |
| 29 avril | Afrique du Sud | Législatives | C'est la période de l'apartheid. Seuls les blancs ont le droit de vote. | Le Parti national (extrême-droite ethno-nationaliste) conserve une écrasante majorité absolue des sièges. Pieter Botha (Parti national) demeure premier ministre. Le Parti progressiste fédéral (centre-gauche, libéral, anti-apartheid) progresse et demeure le principal parti d'opposition parlementaire. |

### Mai
| Date               | Pays     | Élections      | Contexte | Résultats |
| ------------------ | -------- | -------------- | --- | --- |
| 1er mai            | Cambodge | Législatives   | Le Viêt Nam a envahi le Cambodge et mis fin à la dictature sanguinaire des Khmers rouges. La nouvelle République populaire du Kampuchéa (Cambodge) est toutefois un régime à parti unique. Dans chaque circonscription, le parti présente plus de candidats que de sièges à pourvoir, les électeurs étant appelés à les départager. Voter est obligatoire. | Seul en lice, le Parti révolutionnaire du peuple khmer (communiste) remporte automatiquement tous les sièges. Pen Sovan devient Premier ministre. |
| 1er mai            | Tonga    | Législatives   | Les Tonga à cette date ne sont pas une démocratie. La population élit moins de la moitié des membres de l'Assemblée législative, les autres étant choisis par la noblesse tongienne ou nommés par le roi. Les partis politiques sont interdits. | La plupart des députés élus par le peuple sont favorables au gouvernement. Le prince Fatafehi Tuʻipelehake demeure Premier ministre ; le pays n'ayant pas de gouvernement responsable, sa nomination ne dépend que de la volonté du roi et non des résultats des élections législatives. |
| 9 mai              | Népal    | Législatives   | Premières élections directes depuis 1959. Les partis politiques demeurent toutefois interdits. | Bien que les députés soient tous élus sans étiquette, les candidats favorables au gouvernement obtiennent dans l'ensemble de mauvais résultats. Le roi Birendra reconduit toutefois Surya Bahadur Thapa au poste de Premier ministre. |
| 26 avril et 10 mai | France   | Présidentielle | | Alternance. François Mitterrand (Parti socialiste : gauche) est élu au second tour avec 51,8 % des voix face au président sortant Valéry Giscard d'Estaing (Union pour la démocratie française : centre-droit). C'est la première fois que la gauche remporte une élection présidentielle au suffrage universel, et sa victoire met fin à vingt-trois ans de présidences de droite.           |
| 24 mai             | Chypre   | Législatives   | | Parlement sans majorité. Respectivement premier et deuxième en terme de voix, le Parti progressiste des travailleurs (marxiste-léniniste) et le Rassemblement démocrate (droite conservatrice chrétienne-démocrate) remportent chacun un tiers des sièges. |
| 26 mai             | Pays-Bas | Législatives   | | Parlement sans majorité. L'Appel chrétien-démocrate (centre-droit) y obtient la majorité relative avec un tiers des sièges, devançant de peu le Parti travailliste (centre-gauche social-démocrate). Dries van Agt (ACD) demeure Premier ministre, mais doit former un gouvernement de coalition tripartite avec le Parti travailliste et le parti Démocrates 66 (centriste, social-libéral). |

### Juin
| Date          | Pays               | Élections                      | Contexte | Résultats |
| ------------- | ------------------ | ------------------------------ | --- | --- |
| 5 et 6 juin   | Tchécoslovaquie    | Législatives                   | La Tchécoslovaquie est une dictature, État satellite de l'Union soviétique. Le Front national (qui rassemble tous les partis autorisés, sous la direction du Parti communiste) distribue par avance les sièges entre les partis et présente un seul candidat par siège à pourvoir. Les électeurs sont appelés à voter pour ou contre. | Avec 99,96 % de suffrages favorables, les candidats sont élus. Le Parti communiste (marxiste-léniniste) conserve sa majorité absolue des sièges, les autres revenant à des partis qui lui sont subordonnés. Lubomír Štrougal (Parti communiste) demeure Premier ministre. |
| 7 juin        | Bulgarie           | Législatives                   | La Bulgare à cette date est une dictature, État satellite de l'Union soviétique. Le Front patriotique, mené par le Parti communiste, distribue par avance les sièges entre les partis et présente un candidat unique par siège à pourvoir. Les électeurs sont appelés à voter pour ou contre le candidat dans leur circonscription.   | Avec en moyenne 99,99 % de suffrages favorables, tous les candidats sont élus. Le Parti communiste (marxiste-léniniste) conserve la majorité absolue des sièges, une minorité revenant à l'Union nationale agraire (socialisme agrarien). Grisha Filipov (Parti communiste) devient Premier ministre. |
| 11 juin       | Irlande            | Législatives                   | | Parlement sans majorité. Alternance. Le parti Fianna Fáil (centre-droit conservateur catholique), au pouvoir, perd sa majorité absolue des sièges, mais conserve une majorité relative. Garret FitzGerald (Fine Gael : centre-droit libéral-conservateur catholique) devient Premier ministre, formant un gouvernement de coalition avec le Parti travailliste (centre-gauche social-démocrate et progressiste).                                                            |
| 12 juin       | Djibouti           | Présidentielle                 | Première élection depuis l'indépendance du pays en 1977. Djibouti à cette date est une dictature à parti unique ; l'élection est un plébiscite. Le président sortant est le seul candidat autorisé ; les électeurs sont appelés à voter pour ou contre sa réélection.                                                                 | Hassan Gouled Aptidon (Rassemblement populaire pour le progrès : gauche) est déclaré réélu avec 84,6 % de suffrages favorables. |
| 14 juin       | Allemagne de l'Est | Législatives                   | L'Allemagne de l'Est à cette date est une dictature, État satellite de l'Union soviétique. Le Front national de la République démocratique allemande distribue par avance les sièges entre les partis et présente une liste unique de candidats. Les électeurs sont appelés à voter pour ou contre cette liste.                       | Avec 99,9 % de suffrages favorables, les candidats sont élus. Le Parti socialiste unifié (marxiste-léniniste) conserve sa majorité relative des sièges, mais tous les autres partis lui sont subordonnés. Willi Stoph (PSU) demeure président du Conseil des ministres. |
| 16 juin       | Philippines        | Présidentielle                 | Le dictateur Ferdinand Marcos a levé l'état d'urgence et proclamé la Quatrième république. Les résultats des élections sont falsifiés. | Ferdinand Marcos (Mouvement Nouvelle Société : droite national-conservatrice autoritaire) est déclaré élu avec 88,0 % des voix face notamment à Alejo Santos (Parti nationaliste : droite national-conservatrice ; 8,3 %). Il est toutefois renversé par la Révolution philippine de 1986. |
| 18 juin       | Barbade            | Législatives                   | | Le Parti travailliste (centre-gauche social-libéral) conserve la majorité absolue des sièges. Tom Adams demeure Premier ministre. |
| 14 et 21 juin | France             | Législatives                   | Élections anticipées, le président de la république nouvellement élu, le socialiste François Mitterrand, ayant dissous l'Assemblée nationale. | Alternance. Le Parti socialiste (gauche) remporte à lui seul la majorité absolue des sièges, et la majorité présidentielle (l'alliance des partis de gauche) dispose d'une large majorité. Pierre Mauroy (socialiste), nommé Premier ministre après l'élection présidentielle, reste en fonction. |
| 21 juin       | Mongolie           | Législatives                   | La Mongolie à cette date est une dictature à parti unique. Des organisations locales inféodées au parti proposent un candidat unique par circonscription, les électeurs étant appelés à voter pour ou contre. | Tous les candidats sont élus. Le Parti révolutionnaire populaire (marxiste-léniniste) dispose d'une large majorité absolue des sièges, les quelques autres revenant à des candidats approuvés par le parti. Jambyn Batmönkh demeure Premier ministre. |
| 28 juin       | Chypre du Nord     | Législatives et présidentielle | Chypre du Nord est un État souverain et une démocratie multipartite mais non-reconnu par la communauté internationale. | Parlement sans majorité. Le Parti de l'unité nationale (droite national-conservatrice) perd sa majorité absolue des sièges, mais conserve une majorité relative. Nejat Konuk (PUN) devient Premier ministre, à la tête d'un gouvernement minoritaire. Rauf Denktaş (PUN) est pour sa part réélu président de la république avec 51,7 % des voix face à quatre adversaires, dont notamment Ziya Rızkı (Parti de la libération collective : gauche social-démocrate, 30,5 %). |
| 30 juin       | Israël             | Législatives                   | | Parlement sans majorité. Le Likoud (droite) accroît sa majorité relative des sièges, mais ne devance que d'un siège l'alliance de gauche Alignement menée par Shimon Peres, qui progresse fortement. Menahem Begin (Likoud) demeure Premier ministre, formant un gouvernement de coalition avec le Parti national religieux (droite conservatrice, nationalisme religieux) et le Tami (parti politique ethnique sépharade).                                                 |

### Juillet
| Date       | Pays | Élections      | Contexte | Résultats |
| ---------- | ---- | -------------- | --- | --- |
| 24 juillet | Iran | Présidentielle | Élection anticipée, le président Abolhassan Bani Sadr, accusé de vouloir atténuer la nature théocratique du régime, ayant été destitué par le Parlement. Le Conseil des gardiens de la Constitution, conseil clérical, n'autorise que quatre candidats à cette élection, tous membres du même parti. C'est donc, de fait, un scrutin à parti unique. | Mohammad Ali Radjaï (Parti de la république islamique : droite islamiste) est élu avec 87,7 % des voix. Il est assassiné un mois plus tard, entraînant une nouvelle élection en octobre. |

### Septembre
| Date         | Pays     | Élections    | Contexte | Résultats |
| ------------ | -------- | ------------ | --- | --- |
| 8 septembre  | Tuvalu   | Législatives | Premières élections après l'indépendance du pays en 1978. Il n'y a pas de partis politiques ; les Tuvalu sont une démocratie non partisane.                                           | Alternance. Le gouvernement sortant perd sa majorité des sièges ; Tomasi Puapua devient Premier ministre. |
| 14 septembre | Norvège  | Législatives | | Parlement sans majorité. Alternance. Le Parti travailliste (centre-gauche social-démocrate) de la Première ministre Gro Harlem Brundtland conserve la majorité relative des sièges, mais perd le pouvoir. Kåre Willoch (Parti conservateur : centre-droit) devient Premier ministre, formant un gouvernement minoritaire. |
| 24 septembre | Transkei | Législatives | Le Transkei est un bantoustan xhosa déclaré indépendant de l'Afrique du Sud en application de la politique d'apartheid en 1976. Son indépendance n'est reconnue par aucun autre État. | Le Parti de l'indépendance nationale du Transkei conserve sa majorité écrasante avec la quasi totalité des sièges. George Matanzima demeure le Premier ministre de son frère, le président Kaiser Matanzima. |

### Octobre
| Date            | Pays     | Élections      | Contexte | Résultats |
| --------------- | -------- | -------------- | --- | --- |
| 2 octobre       | Iran     | Présidentielle | Élection anticipée, le président Mohammad Ali Radjaï (Parti de la république islamique) ayant été assassiné. Le Conseil des gardiens de la Constitution, conseil clérical, n'autorise que quatre candidats à cette élection, dont trois candidats de pure figuration qui appellent publiquement à voter pour Ali Khamenei et non pour eux-mêmes. | Ali Khamenei (Parti de la république islamique : droite islamiste) est élu avec 95,1 % des voix. |
| 13 octobre      | Égypte   | Présidentielle | Le scrutin fait suite à l'assassinat du président Anouar el-Sadate par les Frères musulmans. Il prend la forme d'un plébiscite : Les électeurs sont invités à voter pour ou contre une candidature unique. L'Égypte à cette date est un régime autoritaire sous état d'urgence permanent.                                                        | Hosni Moubarak (Parti national démocrate : centriste, laïc, populiste, autoritaire) est élu avec 98,5 % de suffrages favorables.                                                                                           |
| 4 au 18 octobre | Birmanie | Législatives   | La Birmanie à cette date est une dictature militaire à parti unique sous le général Ne Win. | Le Parti du programme socialiste birman (socialisme bouddhiste totalitaire) conserve automatiquement tous les sièges. |
| 18 octobre      | Grèce    | Législatives   | | Alternance. Le Mouvement socialiste panhellénique (PASOK : gauche) remporte la majorité absolue des sièges. Andréas Papandréou devient Premier ministre, formant le premier gouvernement socialiste de l'histoire du pays. |

### Novembre
| Date             | Pays              | Élections                      | Contexte | Résultats |
| ---------------- | ----------------- | ------------------------------ | --- | --- |
| 1er novembre     | Tunisie           | Législatives                   | La dictature du président à vie Habib Bourguiba a annoncé la fin du régime du parti unique et la tenue d'élections multipartites libres. | Les bons résultats obtenus par le parti d'opposition Mouvement des démocrates socialistes (gauche social-démocrate, libérale et progressiste) amènent le gouvernement à annoncer de faux résultats, déclarant que le Parti socialiste destourien (bourguibiste, nationaliste, autoritaire, social-libéral et laïc) a remporté tous les sièges. Mohamed Mzali demeure Premier ministre. |
| 8 novembre       | Belgique          | Législatives                   | | Parlement sans majorité. Le Parti populaire chrétien (centre-droit conservateur flamand) recule mais y demeure la première force, avec un cinquième des sièges. Wilfried Martens (PPC) devient Premier ministre, formant un gouvernement de coalition quadripartite de centre-droit. |
| 9 novembre       | Trinité-et-Tobago | Législatives                   | | Le Mouvement national populaire (centriste, social-libéral) conserve la majorité absolue des sièges. George Chambers demeure Premier ministre. |
| 9 et 10 novembre | Syrie             | Législatives                   | La Syrie à cette date est une dictature. Seuls les partis formellement inféodés au parti Baas sont autorisés. | Le parti Baas (autoritaire, socialisme arabe, laïc) conserve sa majorité absolue des sièges. |
| 15 novembre      | Bangladesh        | Présidentielle                 | Le scrutin fait suite à l'assassinat du président Ziaur Rahman (Parti nationaliste). | Abdus Sattar (Parti nationaiste : droite national-conservatrice, libérale en économie) est élu avec 65,5 % des voix face aux cinq autres candidats dont notamment Kamal Hossain (ligue Awami : centre-gauche social-libéral, laïc ; 26,0 %). Il est renversé par un coup d'État militaire en mars 1982. |
| 18 novembre      | Burundi           | Référendum constitutionnel     | Après le coup d'État de 1976, la dictature militaire tutsie demande à la population d'approuver une Constitution faisant formellement du pays une dictature à parti unique. | La Constitution est déclarée avoir été approuvée par 99,3 % des votants. |
| 28 novembre      | Nouvelle-Zélande  | Législatives                   | | Le Parti national (centre-droit conservateur, droite sociale) conserve une très courte majorité absolue des sièges. Robert Muldoon demeure Premier ministre. |
| 29 novembre      | Honduras          | Législatives et présidentielle | Les deux élections, qui marquent la fin de la dictature militaire, se font en une : Les citoyens votent pour un candidat à la présidentielle, et les sièges au Congrès sont répartis entre les partis selon le pourcentage de voix obtenus par leurs candidats respectifs à la présidentielle. | Après avoir présidé l'Assemblée constitutionnelle, Roberto Suazo Córdova (Parti libéral : droite conservatrice, libérale en économie) est élu président de la république avec 53,9 % des voix face aux six autres candidats dont notamment Ricardo Zuñiga (Parti national : droite national-conservatrice, libérale en économie ; 41,6 %). Bien que la junte ait soutenu Ricardo Zuñiga, elle ne s'oppose pas à l'investiture de Roberto Suazo Córdova. Le Parti libéral obtient une majorité absolue des sièges au Congrès. |

### Décembre
| Date             | Pays     | Élections    | Contexte | Résultats |
| ---------------- | -------- | ------------ | --- | --- |
| 8 décembre       | Danemark | Législatives | | Parlement sans majorité. Les Sociaux-démocrates (centre-gauche) y demeurent le premier parti avec un tiers des sièges. Anker Jørgensen (social-démocrate) demeure Premier ministre à la tête d'un gouvernement minoritaire.                               |
| 12 décembre      | Malte    | Législatives | | Le Parti travailliste (gauche) conserve sa majorité absolue des sièges. Dom Mintoff (travailliste) demeure Premier ministre. Ayant obtenu une courte majorité absolue des voix mais non des sièges, le Parti nationaliste (droite) boycotte le Parlement. |
| 9 et 16 décembre | Andorre  | Législatives | Il n'existe pas de partis politiques. | Tous les députés sont élus sans étiquette. Ils choisissent ensuite Òscar Ribas Reig comme Premier ministre. |
| 28 décembre      | Rwanda   | Législatives | Le pays à cette date est une dictature à parti unique. Le parti présente deux candidats par siège à pourvoir, et les électeurs doivent les départager. Voter est obligatoire. | Le Mouvement révolutionnaire national pour le développement (extrême-droite, nationalisme ethnique hutu) remporte automatiquement tous les sièges. |